# Tom Ritchey

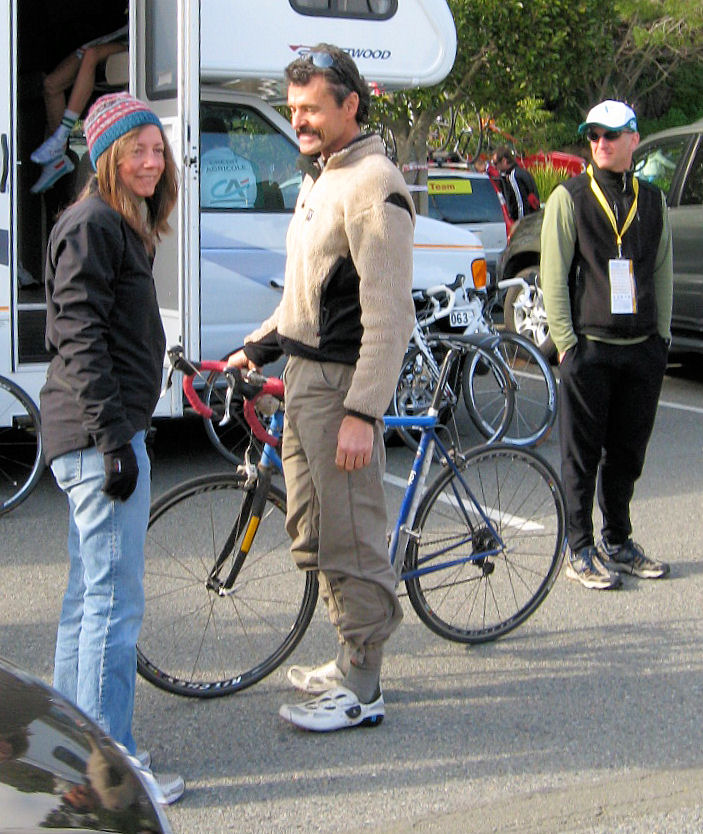
Tom Ritchey

Tom Ritchey (* 1956) ist ein Fahrradrahmenbauer und Designer. Er ist Gründer und Eigentümer der Firma Ritchey Design. Er gilt zusammen mit Joe Breeze und Gary Fisher als Erfinder des Mountainbikes.

## Mountainbike
Mit seinen Freunden Gary Fisher und Joe Breeze fuhr Ritchey in den frühen 1970er Jahren in Kalifornien mit alten Fahrrädern die Berge hinunter. Nach und nach wurde die Technik dieser Räder so modifiziert, dass immer höhere Abfahrtsgeschwindigkeiten bei immer schwierigerem Gelände möglich wurden. Da es zu dieser Zeit noch keine Fahrradteile für geländegängige Räder gab, wurden Teile aus dem Motocross-Bereich benutzt oder selbst gefertigt. Der immer größer werdende Bedarf an diesen Teilen bewog Tom Ritchey, Charlie Kelley und Gary Fisher zur Gründung der Firma Mountainbikes. Dies war der erste Hersteller von Teilen und kompletten Mountainbikes.
Daneben war Ritchey auch ein Pionier des Cross Country. Anders als bei den reinen Downhill-Rennen, bei denen es um Höchstgeschwindigkeit und Zeitrekorde ging, liebte er es, die Wildnis von Marin County oder den John-Muir-Trail im Hochgebirge mit dem Fahrrad zu erkunden. Hierfür entwickelte er um 1980 ein funktionelles, zuverlässiges, leichtes und stabiles Rad, das als das erste Cross-Country-Mountainbike gelten kann.

## Ritchey Design
Tom Ritchey trennte sich 1983 von der Firma Mountainbike und begann mit der Firma Ritchey Design seine eigenen Fahrradteile und Rahmen zu bauen. Viele Innovationen im Mountainbikebereich gehen auf Ritchey Design zurück, zum Beispiel das Mountainbike-Klickpedal. Heute konzentriert sich Ritchey Design auf den Bau von Fahrradteilen und auf das Designen von Fahrradrahmen.

## Ehrungen
Im Jahr 1988 wurde Tom Ritchey in die Mountain Bike Hall of Fame aufgenommen, und im Jahr 2012 in die United States Bicycling Hall of Fame als Förderer des Radsports.